# Coupe du monde de saut d'obstacles 2007-2008
Navigation
Édition précédente Édition suivante
La coupe du monde de saut d'obstacles 2007-2008 est la 30e édition de la coupe du monde de saut d'obstacles organisée par la FEI. La finale se déroule à Göteborg (Suède), du 23 avril au 27 avril 2008.

## Ligues

### Ligue d'Europe Centrale

#### Finale
| Ville    | Pays    | Début        | Fin          | Vainqueur                |
| -------- | ------- | ------------ | ------------ | ------------------------ |
| Varsovie | Pologne | 14 mars 2008 | 16 mars 2008 | Lukasz Jonczyk sur Ritus |

### Ligue d'Europe de l'Ouest
| Ville       | Pays        | Début            | Fin              | Vainqueur                              |
| ----------- | ----------- | ---------------- | ---------------- | -------------------------------------- |
| Oslo        | Norvège     | 12 octobre 2007  | 14 octobre 2007  |                                        |
| Helsinki    | Finlande    | 18 octobre 2007  | 21 octobre 2007  |                                        |
| Vérone      | Italie      | 8 novembre 2007  | 11 novembre 2007 |                                        |
| Stuttgart   | Allemagne   | 14 novembre 2007 | 18 novembre 2007 |                                        |
| Genève      | Suisse      | 6 décembre 2007  | 9 décembre 2007  | Ludger Beerbaum sur All Inclusive NRW  |
| Londres     | Royaume-Uni | 17 décembre 2007 | 22 décembre 2007 |                                        |
| Malines     | Belgique    | 26 décembre 2007 | 30 décembre 2007 |                                        |
| Leipzig     | Allemagne   | 16 janvier 2008  | 20 janvier 2008  |                                        |
| Amsterdam   | Pays-Bas    | 24 janvier 2008  | 27 janvier 2008  |                                        |
| Bordeaux    | France      | 1er février 2008 | 3 février 2008   | Gerco Schröder sur Eurocommerce Milano |
| Vigo        | Espagne     | 8 février 2008   | 11 février 2008  |                                        |
| Bois-le-Duc | Pays-Bas    | 27 mars 2008     | 30 mars 2008     |                                        |

## Classement après la finale
| Pos. | Cavalier                   | Nationalité | Cheval     |
| ---- | -------------------------- | ----------- | ---------- |
| 1    | Meredith Michaels-Beerbaum | Allemagne   | Shutterfly |
| 2    | Rich Fellers               | États-Unis  | Flexible   |
| 3    | Heinrich-Hermann Engemann  | Allemagne   | Aboyeur W  |